# 姫ちゃんのリボン
『姫ちゃんのリボン』（ひめちゃんのリボン、ラテン文字表記 - 『HIMECHAN NO RIBON』、または『HIMECHAN NO RIBBON』）は、水沢めぐみによる日本の少女漫画、およびこれを原作にしたテレビアニメ、小説、ミュージカル。略称は「姫リボ」（あるいは「姫ちゃん」）。
本作のリメイク漫画『姫ちゃんのリボン カラフル』についても本項で説明する。

## 概要
『りぼん』（集英社）において、1990年8月号から1994年1月号まで連載された。単行本は全11巻（本編10巻、番外編1巻）文庫本は本編のみ全6巻。
1992年にテレビアニメ化され、1993年には小説、ミュージカル化された。
他人に変身することが出来る「魔法のリボン」を貸与された「姫ちゃん」こと野々原姫子が主人公の魔法少女作品であるが、主人公の恋や友情、心の成長を描いており、学園漫画、恋愛漫画的な要素もある。男性への変身も含むことからTSFの一種とも解釈できる。
『りぼん』掲載時と単行本では、後半部分が大きく改訂されているのも特徴の一つである。また、原作とアニメ版では中盤からストーリー展開が異なっており、原作では番外編として、3年前の姫子が3年後へタイムスリップしてくる側の視点なども描かれている。
2015年に掲載雑誌である『りぼん』が創刊60周年を迎えたことにより、その記念企画として過去作品の新規読切掲載を行ったことから、本作もそのラインナップに加わることとなった。この事から同年の同誌8月号に単発読切「姫ちゃんのリボン トリオ☆トラブル」が掲載され、引き続き同社から発刊されているファッション誌『BAILA』同年9月号別冊に「姫ちゃんのリボン 素直な心で」が、さらに『りぼん』平成28年（2016年）冬の大増刊号に「姫ちゃんのリボン イブの贈り物」がそれぞれ掲載された。この時の読み切り掲載の反響の大きさから、引き続き平成28年夏の大増刊号に「姫ちゃんのリボン もうひとりの有坂くん」平成29年（2017年）冬の大増刊号に「姫ちゃんのリボン 春色の風」が掲載される。そして2017年1月25日にこれらをまとめた単行本であるRMC『姫ちゃんのリボン 短編集』が本編最終巻から23年ぶりに発刊の運びとなった。
舞台となる「風立市」は東京都国立市がモデルで、国立駅や国立の町並みの描写が見られる作品である。「風立中央公園」という名前で登場する噴水のある公園は国営昭和記念公園がモデルとなっており、主に作品中に登場する噴水をはじめ、アニメ版の初期オープニングに登場するイチョウの並木道等がある。この作品に登場する風立駅の駅舎は、国立駅の赤い三角屋根の駅舎がモデルになっていた。しかし、この駅舎は中央本線三鷹駅-立川駅間の高架化工事に伴い、2006年10月にこの駅舎の供用が停止されて同年12月頃に一旦姿を消し、2020年4月6日に再び姿を現した。

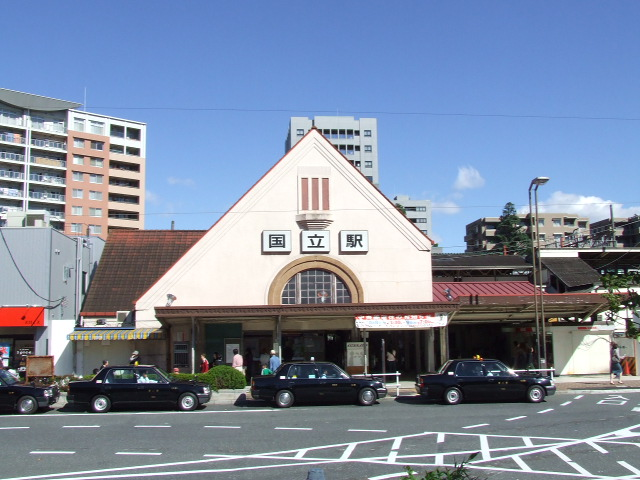
JR国立駅旧駅舎

## あらすじ
お転婆な中学1年生・野々原姫子の前に、ある夜、姫子と瓜二つの顔をした魔法の国の王女・エリカが現れる。エリカは王家を継ぐための修行として、姫子の日常を水晶玉を通して1年間観察し、日記をつけさせてもらう代わりに、他人に変身できる「魔法のリボン」を貸してくれると言う。また、姫子がリボンをつけている間は、お目付役として姫子のぬいぐるみ・ポコ太が喋って動けるようになる。こうして、姫子とポコ太の少し不思議な日々が始まった。
姫子はリボンの力を使って様々な騒動を起こしたり解決したりしていたが、同級生の男子・小林大地がリボンの能力に気付きはじめる。さらに姫子は、大地の弟・森太郎を誘拐犯から救い出すため、大地の目の前で森太郎に変身してしまう。魔法の国の掟ではリボンの力を他人に知られた時点で観察日記の修行は中止・姫子を含む全ての関係者から魔法に関する記憶を剥奪することになっていたが、エリカの父である王様は何故か修行の続行を決定し、大地がリボンの秘密を知ったことも不問とした。
その理由は、魔法の国の名家の少年セイ・アレイが人間界に修行に出たとの報告を受けたからであった。セイは転校生・有坂静として姫子に近づき、姫子のリボンを奪おうと画策するが、最終的に失敗して魔法の国の住人であることを明かし帰っていった。…かに思われたが、一連の騒動を重く見たセイの実家が彼を勘当したため翌日には人間界に戻ってきた。セイはその後もリボンに興味を示し、同級生の日比野ひかるを巻き込んだため、ひかるも姫子のリボンを疑うようになる。
ついにひかるにリボンの秘密がバレそうになった瞬間、エリカが禁を破って人間界に駆けつけ姫子を救った。だがその罰としてエリカは魔法が使えなくなり、姫子はひかるに変身したまま一生を過ごすことになってしまう。大地やエリカの協力のもと、しばらく廃屋に隠れ住んでいた姫子だったが、落石からエリカをかばった拍子に「一度死んで」「息を吹き返した」ことにより、「ひかるの姿での一生」は終わり、元の姫子の姿に戻った。同時に王様が現れ、エリカとセイを魔法の国へ連れ戻す。また、一連の流れの中で、姫子は大地への気持ちを自覚した。
数日後、姫子はエリカを落石からかばった一件の礼として魔法の国へ招待される。ポコ太は魔法の国の猫のぬいぐるみであるピンクと知り合い相思相愛になり、姫子は魔法の時計くも助の力で3年後の姫子や大地と会ったりした。人間界へ帰る際、姫子は贈り物として体が大きくなったり小さくなったりする「魔法のキャンディー」を受け取る。魔法のリボンも引き続き姫子が使ってよいことになり、姫子とポコ太の日常生活が再び始まるのだった。
ある時、魔法の国にいたピンクが「使用すると眠りにつき、愛する人からのキスで目覚める」という惚れ薬によって眠り込んでしまう。セイはピンクを目覚めさせるため、人間界のポコ太のもとへピンクを届けようとするが、薬の量が規定を超えていたため、もう一組の相思相愛カップルが手を合わせるなどの協力が必要であることが判明する。すったもんだの末、ポコ太がピンクにキスした瞬間と大地が姫子の手を握った瞬間が偶然重なり、ピンクは目覚めた。ピンクが魔法の国へ戻ったあと、姫子は大地にクリスマスプレゼントを渡し、想いを告白するのだった。
（ここからは単行本収録時のシナリオに基づいた描写である。雑誌連載時には別の学校の生徒で廃屋に興味を示す織田和也というキャラクターがいたが、単行本収録時に改訂されて織田は「いなかったこと」にされ、魔法の国を目撃する役は日比野ひかるに変更された）
再び修行のためにセイがピンクを連れて人間界に戻ってくる。その頃、姫子と大地は隠れ家である廃屋の「開かずの扉」の秘密を探っていた。大地は廃屋と瓜二つの民家を発見し、姫子はその家の掛け軸の裏に書かれていた謎の呪文を見つける。「開かずの扉」の前で呪文を唱えると、扉が開き、その先はなんと魔法の国のエリカの部屋に繋がっていた。姫子とエリカは再会を喜ぶが、こっそり後を追って来ていたひかるに全てを見られてしまう。その瞬間、王様によって姫子たちから魔法の国に関する全ての記憶が消され、姫子と大地は何の接点も無いただのクラスメイトになり、ポコ太はただのぬいぐるみに戻ってしまった。
魔法の国から水晶玉でその様子を見ていたエリカは嘆き悲しむが、そこに王様の舅でエリカの祖父である大王様が現れ、再び姫子と大地に魔法の国の記憶が戻る。大王様は、開かずの扉はかつて自身が作ったものであること、扉を開けた者を特別に魔法の国へ招待することを告げ、姫子と大地は三たび魔法の国へ向かうこととなった。二人の歓迎のパーティの後、人間界に帰る前に姫子は大王様の許可を得て再びくも助に乗り、自分の生まれた日からポコ太と一緒だった姿を見ることになる。
その後エリカは姫子の元を訪れて1年間の修行を終えたことを告げ、姫子はエリカにリボンを返すことになった。それはポコ太が動けないただのぬいぐるみに戻ってしまうことを意味する。姫子は「魔法の国でならポコ太は自由に動けるから」と、ポコ太をエリカに託して別れた。リボンがなくなり、ポコ太もいなくなった姫子は気丈に振る舞っていたが、大地と二人きりになると泣き出してしまう。大地は姫子にキスし、これからは自分がそばにいると誓った。大地は姫子に新しいリボンをプレゼントし、二人の新しい日常が始まるのだった。

## 登場人物
表記は、声 - アニメ版声優 / 演 - ミュージカル俳優の順。

### 主要人物
野々原姫子（ののはら ひめこ）
声 - 大谷育江 / 演 - 入絵加奈子
本作の主人公。愛称・姫ちゃん。風立第一中学1年B組→2年C組。最終回で3年生となるがクラスは不明。
演劇部に所属するお転婆な少女で、たびたび男と間違えられる。運動が得意で、休み時間には男子に交じってスポーツをする。一方、家庭的なことは全くの苦手で、家事全般をこなす女らしい姉に憧れている。勉強も苦手。恋愛には奥手で、なかなか気持ちを素直に伝えることができない。下級生からも慕われている。
エリカからもらった魔法のリボンを使って他人に変身することができるが、リボンの秘密を他人に知られるとリボンは取り上げられ記憶を消される（本人は当初そうなることを知らない）。後に大地に知られるが、黙認されている。リボンで周りに起こるいろいろな問題を解決しようと奮闘するが、問題をさらにややこしくすることが多い。決め台詞は「行け行けゴーゴージャンプ！」であり、次回予告でも使われる。
原作では1977年7月30日生まれ、アニメ版では1980年1月31日生まれ。血液型A型。
名前の由来は、お転婆な性格と正反対なものにしようと作者が考えたもの。
小林大地（こばやし だいち）
声 - 大輝ゆう / 演 - 草彅剛
風立第一中学1年A組→2年C組。
女子生徒から絶大な人気を誇り、男子からも人気がある少年。学校の中をローラースケートで走り回ったり、授業をサボって旅行に出掛けたりして、「風立一中の反逆児」と呼ばれる問題児ではあるが、不良少年ではない。根は優しく面倒見のいい性格で、弟やその友達に慕われている。特定の部活動には入っていないが、スポーツ万能でよく運動部の助っ人として呼ばれているようである。勉強も割と得意で、特に理数系に強い。両親は刑事。
姫子のリボンの秘密を共有してからは、彼女のフォローに回ることも多い。恋愛には奥手のようであるが、後に姫子とは恋人同士になる。姫子とは初対面の時、彼女を小学生の男児と勘違いした。
1977年8月3日生まれ。名前の由来は鈴木大地から。血液型A型。
原作では薄い茶髪、アニメ版では焦茶色の髪。
ポコ太（ポコた）
声 - 伊倉一寿 / 演 - 宮島里奈
姫子が生まれた時から持っている雄ライオンのぬいぐるみ。よくネコやタヌキなどと間違えられる。姫子の事が大好き。姫子が男の子の事を気にしているとジェラシーを感じる時がある。
魔法のリボンをもらった際に、姫子のお供となり自由に動き話せるようになった。姫子がリボンを外すとぬいぐるみに戻るが、その状態でも意識はある。リボンをもらう以前の姫子を幼い頃からずっと見守ってきた一番の理解者。話せるようになってからはすぐに姫子と仲良くなり、一番の親友となった。ドーナツが大好物。
名前は作者が幼少時に持っていたぬいぐるみから。作中では姫子が名づけ親。姫子がポコ太と名づける以前の名前はアレクサンドル（太郎がつけた）。
連載のごく初期ではライオンぽくしていたが、後に「もっとぬいぐるみっぽく、かわいくするように」と編集担当からの指摘があっての変更だったと語っている。
アニメ版では巨大化したとき姫子に顔が大きいと言われ気にしていた。

### 野々原家と小林家
野々原愛子（ののはら あいこ）
声 - 白鳥由里 / 演 - 結城めぐみ
姫子の2歳上の姉。私立の名門女子校に通っている。連載途中で高校に進学。仕事で忙しい母に代わり家事を担当している。おしとやかな美人で、姫子にとって憧れの存在でありコンプレックスでもある。
後に支倉先輩と付き合うが、ふとした事で姫子が支倉先輩に片思いしていた事を知る。テニス部所属。
野々原夢子（ののはら ゆめこ）
声 - 横山智佐
姫子の10歳下の妹。初登場時は未就学児だったが、後に幼稚園に入園。一人称は「夢」。姫子と似て元気な性格。物言いはまさに直球。森太郎とは同い年で仲良し。
アニメ版では姫子が変身した夢子にしか会っていない森太郎に声をかけられ、変な人と言って傷つけてしまった。後に姫子と大地、夢子と森太郎のダブルデートで仲良くなる。
野々原花子（ののはら はなこ）
声 - 佐々木優子　※第30話、第31話のみ速見圭
愛子・姫子・夢子の母親でミステリー作家。いつも締切に追われている。締切前には、スペシャルブラックウルトラ濃いコーヒーをどんぶり一杯飲む。徹夜することも珍しくないようである。サバサバした性格だが、娘達のことはよく気にかけている。著作『或る廃屋の謎』が夫の監督で映画化される。アニメ版では動物が苦手で犬に触ることもできないという設定が追加されている。
名前は「娘の名前が愛（子）、姫（子）、夢（子）と来たので、ならば花（子）だろう」と作者が決めた。野々原夫妻のモデルは作者夫婦。
野々原太郎（ののはら たろう）
声 - 佐藤政道
愛子・姫子・夢子の父親で映画監督。娘達（主に姫子）を溺愛していて、心配性。姫子に対してはことあるごとに涙を流しながら飛んでくる描写が多いが、大抵空回りに終わる。長女に対しては、あまりうるさくは言っていない。
娘達に対しては「パパ」と一人称しているものの、実際には家族全員から「お父さん」と呼ばれている。
名前は作者が花子の名前を決めた際、「花子には太郎しかない」と決めたもの。
姫子のバースデーパーティーでは、サザンオールスターズの『いとしのエリー』を『いとしの姫子』に替え歌して歌っていた。
映画への情熱は強いようで、アニメ版において姫子が変身した星野まゆりを偽者だと見破る。しかしほうきに乗ったエリカを姫子だと思い込んだり、魔法のパレットで分身したお嬢様口調の姫子に対しては気づかない。
小林森太郎（こばやし しんたろう）
声 - 高山みなみ
大地の10歳下の弟で幼稚園児。初登場時は夢子と同じく未就学児。優しい性格。一度誘拐されるが、姫子と大地の活躍によって助け出された。姫子が夢子の子守りを兼ねて大地の家の近所へ探りに行った際、夢子と出会い仲良くなる。
アニメ版では姫子が変身した夢子にしか会っていない時に本物の夢子に声を掛けてしまい、変な人と言われ傷つく。そのことに気づいた姫子のはからいで姫子と大地、夢子と森太郎のダブルデートで仲良くなる。
大地の両親
声 - 山口純平（父）、佐々木菜摘（母）
大地と森太郎の両親。共に刑事であり、父親の方は警部。
大地の祖父母
声 - 三川雄三（祖父）、斉藤昌（祖母）
大地と森太郎の父方の祖父母。大地と同じマンションの真下の階に住んでいる。
祖父は、大地の父とそっくりである。また魔法の国の大王様と容姿・性格ともに似ている。

### 風立第一中学校の関係者
森愛美（もり まなみ）
声 - 遠藤勝代 / 演 - 桜井智
風立第一中学1年A組→2年D組。
姫子と同学年で親友の1人。愛称・愛美。3人組の中では並んでみると極端に背が低い。ミーハーな性格で、特に美少年には詳しい。しかし一番かっこいいのは姫子だと語っている。
のちに哲雄に恋心を抱く。料理部所属。
1978年3月21日生まれ。
アニメ版では自分の作った料理のせいで剣道部が全員倒れたと勘違いして臨時の剣道部員にもなる。
上倉一子（かみくら いちこ）
声 - 高山みなみ / 演 - 山田千春
風立第一中学1年B組→2年D組。
姫子と同学年で親友の1人。愛称・いっちゃん。眼鏡をかけている。クールな性格で、暴走しがちな姫子や愛美をなだめることが多い。弓道部所属。
1977年5月2日生まれ。
高田哲雄（たかだ てつお）
声 - 真殿光昭
風立第一中学1年A組→2年C組。
大地と同学年で親友。愛称・テツ。日曜大工のプロ。大地と姫子が秘密を共有する隠れ家の廃屋は元々彼と大地が使用していたもので、ボロボロの状態から修理した張本人である。ただし、物語中で廃屋に出入りしたシーンはない。剣道部所属。ヤクザ映画ファン。
1977年12月27日生まれ。
アニメ版では恋愛に奥手な大地を心配して助言をする一方、自身は愛美に恋心をいだいている。他の学校に試合を申し込みにいったりと剣道部部長の仕事もこなしている。
またアニメ版では授業を抜け出す大地からよく代返を頼まれる。
日比野ひかる（ひびの ひかる）
声 - 水原リン / 演 - GWINKO
姫子の同級生で、2年C組。
小林大地ファンクラブ発起人兼会長であり、会員番号1。大地と親しくなった姫子を目の敵にする。ファンクラブは本来抜けがけ禁止だが、実際には彼女自身が最も大地にアプローチをしている。しかし、大地からは全く相手にされておらず、いつも空周り気味に終わることが多い。ミーハーなところがあり、アイドルやかっこいい男性に目がない。特に西川ミナト（アニメ版では草彅剛）の大ファン。
自称「学校一の美女」で、お嬢様。父親は大病院の院長で母親は元看護師。高飛車な性格だが抜けているところもある。陸上部のレギュラーになれると思われるほど足が速い。
姫子の秘密に勘付き、姫子の秘密を公表すれば自分がアイドルになれると考え、谷口と共に姫子の秘密を暴こうとした。
自らを乙女座と紹介している。
アニメ版では別荘をもっており、使いのものたちからはひかる様と呼ばれている。また、大地と名前をつけた犬を飼っている。
伊藤（いとう）
声 - 佐藤春日
小林大地ファンクラブ会員No.2（副会長）。
江藤（えとう）
声 - 横山智佐
小林大地ファンクラブ会員No.3（書記）。
なお、小林大地ファンクラブには彼女たちの他に加藤、後藤、佐藤、須藤なる会員もいたらしい。
聖結花（ひじり ゆか）
声 - 冬馬由美
姫子のクラスに転校してきた女優。大地の幼なじみで、彼が大好き。
6歳まで風立市で暮らしていて、その後引っ越したが、引っ越した町では友達がうまく作れずなじめなかった。そのためテレビドラマ出演と歌手デビューが決まった際に、また新しい世界にいっても馴染めないのではないかと思い、一番楽しかった思い出のある風立市に再び戻ってきた。この転校はデビュー前に無理をして転校しただけであり、半年（アニメ版では1カ月）で今度は仕事をしながらでも学業ができる芸能科のある隣町の学校に転校していった。
姫子とは恋敵兼友人。姫子とは仲良くなるが、ひかるのことは快く思っていない。
支倉浩一（はせくら こういち）
声 - 草彅剛 / 演 - 長瀬智也・佐野瑞樹（ダブルキャスト）
演劇部に所属する、姫子より2学年上の先輩。姫子の片想い相手だったが、本人は愛子に恋心を抱いていた。愛子とは当初互いに惹かれあいながらも、名前も知らなかったが、姫子のお膳立てもあり恋人同士となる。成績優秀で常に学年のトップ3に入るほどの秀才。落ち着いた優しい性格で、男女問わず後輩から慕われている。将来の夢は翻訳家で、のちにアメリカへ半年間の交換留学に行く。
アニメ版では、1977年10月5日生まれ。
五利重夫（ごり しげお）
声 - 池水通洋
姫子たちが2年の時の担任。生活指導担当で、厳しく生徒思いのよい性格。大地には特に手を焼いている。オカルト系の怖い話が苦手。美人の妻と6人の子供がいる。子供は皆彼にそっくりである。
アニメ版では大学時代はUFO研究会に入っていたことが明かされた他、工事現場の現場監督の弟や五利によく似た母親が登場した。バレンタインのチョコを42年目ではじめてもらった。

### 魔法の国の関係者
魔法の国の住人には、「魔法が使える」「寿命は300年から500年（1000年近く生きる者もいる）」「人間界に同じ顔の人間が存在する（ただしエリカによれば、全く同じ顔になるのは王族に近い者たちのみであり、王族から遠ざかるほど「よく似ている」～「雰囲気が近い」程度になる）」といった特徴がある。
エリカ
声 - 大谷育江 / 演 - 入絵加奈子
魔法の国の王女。王家を継ぐ為の修行の一環として「姫子の観察日記」を始める。姫子の不用意なリボンの使い方に、お供のチャッピーと共にいつもハラハラしている。王女らしく気品に溢れ、姫子とは正反対におしとやかで落ち着いたふるまいをするが、いざという時の無鉄砲さは姫子と似ている。
姫子のことを大切な友達と考えており、ひかるに秘密がバレそうになった姫子のために禁を犯して人間界にかけつけ、姫子が元の姿に戻れなくなった際には身代りになるべく自ら髪を切った。
一人称は初期～中期は姫子やその他の少女キャラクターと同様「あたし」であったが後期には「わたし」となった。
チャッピー
声 - 佐藤春日
エリカに仕える魔法のほうきの女の子。思ったことはすぐに口にする性格で、よくエリカにたしなめられている。
アニメ版では語尾に「サッサー」がつく。
レン
声 - 三川雄三
王家の執事でエリカのお目付け役。原作ではベタ塗りなしの白髪、アニメ版では黒髪。
王様
声 - 峰恵研 / 演 - 柴田秀勝
エリカの父親。厳しい雰囲気を持つが、エリカに対しては優しい面もある。婿養子で舅である大王様には、頭が上がらない。
王妃様
声 - 土井美加
エリカの母親。穏やかで優しい雰囲気を持つ。
セイ・アレイ
声 - 子安武人
魔法の国の名家であるアレイ家の一人息子で、カミルとはいとこ同士。
エリカの婚約者候補だったが、結婚が嫌で修業の名目で人間界に逃げ出し、「有坂静」（ありさか せい）として姫子のクラスに転校してきた。エリカとの結婚話をぶち壊すために人間界でさまざまな騒動を起こし、結果として勘当されたため、しばらく人間界で暮らす。
最初の騒動の際、姫子にキックされたことが鮮烈な体験となり、姫子に惹かれる。さらに後、一時的に人間界で暮らすこととなったエリカと再会し、本当に姫子に瓜二つであることを目の当たりにして一目惚れする。その後エリカの婚約者に自ら再立候補し、再修業を願い出た結果、エリカの修業の間だけ再び人間界で修業を行うことを許可される。
動物（ポコ太含む）を操る魔法が得意。当初はミステリアスでキザなハンサムという役どころであったが、「姫子キック」の一件以降、お調子者でドジな面が目立つようになる。運動音痴。
アニメ版では瞬間移動の魔法を封印されて、瞬間移動ができたらと嘆くシーンがある。大の高所恐怖症。
カン太郎（カンたろう）
声 - 黒瀬浩二
セイのお供のカラス。ピーナツが大好物。特徴は「…ざんす」の口調。セイに付いて何度か人間界に行っているため、魔法界から人間界に用事があるとよく使いに出される。
くも助（くもすけ）
声 - 青野武
タイムトラベルできる魔法の時計。江戸っ子のような話し方をする。
ピンク
声 - 瀬戸智子
魔法の国の城に住む雌猫のぬいぐるみ。ポコ太とはスピード結婚なみの早さで恋人同士になる。カミルによって眠り薬を掛けられ、眠った状態のまま人間界で行方不明になるが、姫子やポコ太達によって発見され、眠りから覚めることが出来た。その後、セイのお目付役として一時的に人間界で暮らすことになった。3年後の世界ではポコ太との間に3匹の子供（ポコ太似2匹、自分似1匹）をもうけている。
原作では最初姫子とポコ太から「ピンちゃん」と呼ばれていたが途中から「ピンクちゃん」になり、アニメ版では最初は「ピンクちゃん」と呼ばれていたが最終回のみ「ピンちゃん」と呼ばれ原作と逆である。
カミル・ランド
声 - 大輝ゆう
大地にそっくりな、魔法の国の少年。ノリが軽く悪戯好きな性格だが、魔法学の成績はよい。女子に人気があり、多くの女子と付き合う節操がないプレイボーイだが、本当はロベリアのことが好き。姫子を挑発してタイムトラベルさせる一因を作ったり、自作の眠り薬を誤ってピンクに掛けてしまったりと、たびたびトラブルを起こす。
セイとはいとこ同士。
ロベリア
声 - 水原リン
ひかるにそっくりな、魔法の国の少女。お転婆でじゃじゃ馬なひかるとは違い、お嬢様らしくおしとやか。カミルに言い寄られているが本人は見向きもしていない模様。
アニメ版では問題を起こしたカミルの代わりに泣いて謝るなどカミルとは相思相愛の様子。しかしそのツンデレの性格もあって、カミルが他にもたくさんガールフレンドがいて、悪いから・気まずいから、という理由で距離をおいている。
大王様
声 - 北村弘一
エリカの母方の祖父。陽気で悪戯好きな性格。魔法の力は王様よりも強い。姫子とエリカのような「同じ顔の関係」にあるかどうかは不明だが、大地の祖父と顔も性格もよく似ている。

### その他のキャラクター
支倉えみ（はせくら えみ）
声 - 横山智佐
支倉先輩の妹。兄を慕っている。
星野まゆり（ほしの まゆり）
声 - 小林優子
人気の女性アイドル。姫子が新入生歓迎会で変身した有名人の一人。
アニメ版では登場しなかったが、後に太郎が監督を務める映画の主演として登場。わがままな性格で、周囲を困らせていた。
西川ミナト（にしかわ ミナト）
人気の男性アイドル。姫子が新入生歓迎会で変身した有名人の一人。
アニメ版では登場しない代わりに、草彅剛が本人役で登場し、声優も本人が担当した。
谷口（たにぐち）
声 - 長谷有洋
三流雑誌「週間ナイスキャッチ」の記者。ひかると西川ミナト（に変身していた姫子）が一緒にいる所を目撃し、スクープにしようとしたが失敗した。その後、ひかると共に姫子の秘密を暴こうとした。
アニメ版では「篠山」（しのやま）。
鬼瓦権三（おにがわら ごんぞう）
声 - 沢りつお
風立の街から電車で3駅先ほどのところに本部のある暴力団「鬼瓦組」の組長。組員を使って結花を誘拐した。実は結花の大ファンで、誘拐した理由も結花に一目会いたいが為だったのだが、当の結花（に変身していた姫子）に「力にもの言わせたやり方は大嫌い」と言われ、ショックを受ける。その後、結花の親衛隊「聖組」を結成する。
五利重美（ごり しげみ）
声 - 天野由梨
五利先生の娘で4番目の子供。外見は父親似。人間界に落ちた眠っている状態のピンクをぬいぐるみと思い込み所有する。姫子にピンクを譲って欲しいと頼まれ、当初は拒絶したが、自宅が火事になって取り残された際に姫子と大地によって救助され、そのお礼として姫子にピンクを譲った。
織田和也（おだ かずや）
『りぼん』連載時のみ登場。隣町の中学生で、小説家志望のため、野々原花子にあこがれていた。その時、小説の舞台となった廃屋に目を付け秘密をさぐろうとする。
結果、最終的に秘密を探り当てて魔法の国に来たのもつかの間、記憶を消されて、以後は係わり合いは無くなる（単行本では日比野ひかるがこの役に変更）。
小日向依寿（こひなた いず）
番外編の一編である「もうひとりの有坂くん」に登場する中学生。立森四中の男子バレーボール部のエースで、人間界におけるセイ・アレイ（有坂静）のそっくりさん。
立森四中で行われた女子バレー部の交流練習試合において、風立一中女子バレー部の助っ人として試合に参加していた姫子と出会い、有坂と勘違いされてしまう。出会った当初から、姫子に愛おしむような愁いを帯びた表情を向ける。その事で愛美が盛り上がって吹聴し、大地と有坂の耳にまで入ったため騒動のきっかけとなる。
立森四中で行われた男子バレー部の交流練習試合において、有坂の一方的な嫉妬のために試合中にもかかわらず拉致されて魔法で眠らされ、すり替わられてしまう。結果その対処のために姫子と大地が奔走する羽目に陥る。
なお「依寿（いず）」という名前は本作のリメイクである『姫ちゃんのリボン カラフル』（後述）のオリジナルキャラクターであるイズ・アレイ（有坂依寿）より取られたもの。

### アニメ版のオリジナルキャラクター
分身姫子（ぶんしんひめこ）
声 - 大谷育江
魔法のパレットによって生み出されたもう一人の姫子。本物の姫子やポコ太からは「姫子」「姫子ちゃん」と呼ばれており、逆に分身姫子は本物の姫子のことを「姫ちゃん」と呼んでいる。
魔法のパレットの特性により体力と知力と性格が本物の半分になっており、性格は本物とは反対に淑やか、運動は苦手で家庭的なことは得意になっている。「〜ですわ」とお嬢様言葉で話すのが特徴。
山下初音（やました はつね）
声 - 井上喜久子
姫子たちが2年の時に教育実習生として来た先生。姫子が子供の頃に隣にすんでいて、教育実習生として風立に来たときは家からでは学校が遠いということもあり、姫子の家に下宿する。男子には人気があるが、大地と仲良くしていたことがひかるの癇にさわり、生徒と喧嘩してしまう。10年前は五利先生の教え子で五利先生を見て先生を目指した。姫子には「はつねーちゃん」と呼ばれている。
マッシー
声 - 坂本千夏
いたずら好きな妖精で、王宮の倉庫のような場所に長い間ホッシーとビンに封印されていたが、カミルが興味本位で開けたため封印が解けて逃げ出した。その後、人間界に現れ、時間を操る魔法が使えいたずらをする。本人達は次はどんないたずらをしようかと言っているためいたずらをしている自覚はある様子。姫子によってパレットに封印されてからはいたずらの罰により姫子の魔法の力になるように王妃に言われる。ホッシーと比べ背中に羽があり、空を飛ぶことができる。魔法のアイテム返還のさいに反省が認められ封印から解放される。
ホッシー
声 - 真城登
いたずら好きな妖精で、王宮の倉庫のような場所に長い間マッシーとビンに封印されていたが、カミルが興味本位で開けたため封印が解けて逃げ出した。その後、人間界に現れ、時間を操る魔法が使えいたずらをする。本人達は次はどんないたずらをしようかと言っているためいたずらをしている自覚はある様子。姫子によってパレットに封印されてからはいたずらの罰により姫子の魔法の力になるように王妃に言われる。マッシーと違い背中に羽がないため自分で空を飛ぶことができず、普段はマッシーの尻尾につかまって一緒に飛んでいる。魔法のアイテム返還のさいに反省が認められ封印から解放される。

## 魔法

### 魔法のアイテム

#### 原作に登場したアイテム
魔法のリボン
人間界にいる別人に変身することが出来るアイテム。何万年も昔から魔法の国に代々伝わるアイテムで、エリカの修業の際に姫子に貸し出された。
リボンを頭の後ろに身につけて、鏡などの自分の姿が映る物の前で、両手を顔にあてて呪文を唱えることで変身することが出来る（変身を解く時も同様）。また、リボンを身につけている間はぬいぐるみなどを一つお供（マスコット）として自由に動き話させることが出来る。リボンが破けると変身することが出来なくなり、お供も元に戻ってしまうが、1週間程度で元通りになる。
変身している間はペンダントに変化し外すことが出来ない。変身していられるのは1時間だけで、1時間経つ3分前になるとペンダントが音を出して知らせてくれる。1時間経っても変身を解かなかった場合は一生元の姿に戻ることが出来なくなる。その場合は使用者が一生を終えた瞬間に生まれ変わるという形で元に戻ることが出来るが、元の姿で生き返るという保証はない。リボンの力は強大であり、魔法のリボンの効果に対して変更や無効化を促すことは大王様など強力な魔法力を持つ者であっても不可能だとされる。
変身する時の呪文は、「パラレル パラレル ○○になーれ」。変身を解く時には、変身する時の呪文を逆さにして「ルレラパ ルレラパ 元の姿になーれ」と唱える。
アニメ版ではエリカが発明したという設定になっている。デザインも一部変更されており、中央の結び目に赤い宝石のような光沢のある丸い飾りが施されている。また、リボンと連動する装置として腕時計があり、変身するときには腕時計の蓋を開ける必要がある。1時間経った場合に元に戻る方法も「使用者が死亡すると元の姿に戻るが、生き返らない」という設定に変更されている（なお、アニメ版で姫子が命を落とした時には、エリカの寿命の一部分を姫子に分け与えるという条件で王様が姫子を生き返らせてくれた）。
魔法のキャンディー
食べると体を大きくしたり小さくしたりすることが出来るアイテム。赤いキャンディーと青いキャンディーがあり、一度食べると反対効果を持つキャンディーを食べるまで効果は持続する。同じ種類のキャンディーを複数個同時に食べることで、より大きくなったり小さくなったりできる。作中ではもっぱら「元のサイズより小さくなるため」と「そこから元のサイズに戻るため」に用いられた（例外として、ポコ太は元のサイズより大きくなって廃屋の工事業者を追い払った）。
エリカを救ったことへの礼として姫子が王様からもらったもので、他に候補として「箱いっぱいの宝石」、「のぞくたびに美しくなれる魔法の鏡」、「どんな難しい問題もスラスラ解ける魔法のペン」、「7つの願いごとをきいてくれる魔法の花」などがあった。キャンディーを選ばざるを得ない状況になり他を諦めたものの、姫子は当初「魔法のペン」と「魔法の鏡」と「魔法の花」で迷っていた。
アニメ版では代わりに秘密のハートタクトが使用されているが、最終回で泉に封印されたアイテムのひとつとして登場している。

#### アニメ版のオリジナルアイテム
魔法のパレット
二人に分身することが出来るアイテム。生み出された分身は体力と知力と性格が本物の半分になる。名前を呼ばれ「はい」と返事すると魔法が強制解除され、返事をした側に融合される。
後に妖精の力を借りることで時間を止めたり元に戻したりすることも出来るようになる。ただしあまり長い時間止めたり戻したりすることは出来ない。
分身する時の呪文は、「ティンカ ティンク ティンクル ティンクル 二人になーれ」。分身を解く時の呪文は、「スィンカ スィンク スィンクル スィンクル 一人になーれ」。
時間を止める呪文は、「トップ ス オール 時間よ止まれ」。時間を過去に戻す呪文は、「バース リ オール 時間よ戻れ」。
原作では、最終巻のおまけにて「サービス」という形で1度だけ登場した。
魔法の日記帳
遠距離で交換日記を行うことが出来るアイテム。魔法の羽根ペンで文字を書き込むと互いの日記帳に自動的に翻訳された文字が浮かび上がる。
魔法の羽根ペン
魔法の日記帳とセットのペン。妖精の力を得てからは空を飛べるようになり、ポコ太や姫子が乗り物として使うようになる。姫子が乗るようになったのは秘密のハートタクトで小さくなれるようになって以降だが、ポコ太はアイキャッチやオープニングでわずかだがペンに乗りながら飛んでいるシーンがある。妖精の力を得て以降、意思を持ちポコ太の顔にいたずら書きをしたりするようになる。
秘密のハートタクト
物体を何でも大きくしたり小さくしたりすること出来るアイテム。
物体を大きくする時の呪文は、「グランデ グラージ 大きくなーれ」。大きくした物体を元の大きさに戻す時の呪文は、大きくする時の呪文を逆さにして、「ジーラグ デンラグ 元の大きさになーれ」。
物体を小さくする時の呪文は、「ピッコリ ピッコラ 小さくなーれ」。小さくした物体を元の大きさに戻す時の呪文は、小さくする時の呪文を逆さにして、「ラコッピ リコッピ 元の大きさになーれ」。

### その他の魔法
「アレアレ ホレホレ ナンジャラホイ ポコ太よ 元に戻れ」
ポコ太にかけた眠りの魔法を解く呪文。セイが使用した。
「ラランパ ルルンパ ロンパッパ ラリルレルララ 時間よ 元に戻れ」
止めた時間を元に戻す呪文。エリカが使用した。
「ランパラル ロンパラル リラリララリル ラリラルパ ルリラルパ ルレラロリン」
秘密の隠れ家にある開かずの間を開ける呪文。当初姫子は最後の「ルレラロリン」を「ルレロラリン」と言い間違えた。
「アルカム カルカム アルラルド 魔法の国に関するすべての記憶よ 消えろ」
すべての人間から魔法の国に関する記憶を消す呪文。王様が使用した。作者曰く「魔法の国の呪文は主にラ行とパ行を使っているが、王様の呪文は威厳を出したかったので違う雰囲気にした」とのこと。

## テレビアニメ
テレビ東京系列で、1992年10月2日から1993年12月3日までの毎週金曜日18:00枠にて放送された。全61話。
原作は姫子の恋愛を中心に一つの繋がったストーリーであったが、アニメ版では原作を基本としつつも物語の中盤からは原作ではあまり描かれなかった姫子の家族やクラスメイトたちとの短いエピソードが中心となっている。また原作では変身しない場面で変身するほか、オリジナルの魔法アイテムを登場させるなど、魔法少女、シチュエーション・コメディとしての要素が原作よりも色濃く出ている。
第13話・第14話で6人時代のSMAPが本人役として登場し、このうち草彅剛のみアテレコを行った。
放送中は原宿に姫ちゃんショップがオープンし、SMAPも姫子の等身大POPと共に番組のロケ地に何度か使用していた。
アニメ放送中の1993年に放送された「愛ラブSMAP!電撃キッズ隊」内のコーナー『SMAP DUNK』に、大谷育江・伊倉一寿・佐藤政道・番組プロデューサーが「姫ちゃんのリボン」チームで出演。支倉先輩役の草彅が「姫ちゃんのリボン」チームとしてSMAPチームとバスケ対決を行った。
BGMのひとつである「姫子のテーマ」が、読売テレビの『ザ・ワイド』のジャンクション（今日の主な内容）として毎日使われていた。

### スタッフ
- 原作 - 水沢めぐみ
- 企画 - 片岡義朗（ASATSU）
- 演出協力 - 高橋良輔（あかばんてん）
- 監督 - 辻初樹
- シリーズ構成 - 山田隆司
- キャラクターデザイン・総作画監督 - 渡辺はじめ
- 美術監督 - 小林七郎
- 撮影監督 - 羽山泰功
- タイトル - マキ・プロ
- 現像 - 東京現像所
- 音響効果 - 倉橋静男（サウンドボックス）
- 音楽 - 川井憲次、鈴木豪、PROJECT MOONLIGHT CAFE
- 録音演出 - 若林和弘
- プロデューサー - 清水睦夫（テレビ東京）、松下洋子（NAS）、若菜章夫（スタジオぎゃろっぷ）
- アニメーション制作 - スタジオぎゃろっぷ
- 製作 - テレビ東京、NAS

### 主題歌

#### オープニングテーマ
「笑顔のゲンキ」
作詞 - 森浩美 / 作曲 - 馬飼野康二 / 編曲 - 船山基紀 / 歌 - SMAP
オープニング映像は、第1話から第31話までのものと第32話から第61話までのものの2種類がある。さらに細かく分けると前半のオープニング映像については、第1話と第2話放映分で、大地と姫子の自転車二人乗り（ハブ乗り）の場面が存在したが、以降放映分については当該場面が差し替えられた。当該画面の差し替えにあたって、第3話 - 第7話までは暫定的に第3話と第4話の本編カットが挿入され、第8話から姫子が一人で自転車に乗っている場面になった。LDでは差し替え版しか収録されていなかったが、DVDでは二人乗りOPが収録されている。

#### エンディングテーマ
「ブラブラさせて」
作詞 - 森浩美 / 作曲 - 馬飼野康二 / 編曲 - 船山基紀 / 歌 - SMAP
第1話 - 第31話で使用。
「はじめての夏」
作詞 - 森浩美 / 作曲 - 馬飼野康二 / 編曲 - 長岡成貢 / 歌 - SMAP
第32話 - 第53話で使用。
「君は君だよ」
作詞 - 小倉めぐみ / 作曲 - 谷本新 / 編曲 -  重実徹 / 歌 - SMAP
第54話 - 第61話で使用。

#### イメージソング
本編未使用、サウンドトラック、CDシネマに収録。歌詞の内容は、現在で言う所の「キャラクターソング」に相当する色が強い。
「ガラス越しのWORRIER」
作詞 - 里乃塚玲央 / 作曲 - 池毅 / 編曲 - 加藤みちあき / 歌 - 伊倉一寿（ポコ太）
「君の瞳の物語」
作詞 - 亜伊林 / 作曲 - 岩﨑元是 / 編曲 - 西脇辰弥 / 歌 - 大谷育江（野々原姫子）
「流れ星にのって」
作詞 - 小峰公子 / 作曲・編曲 - 菅野よう子 / 歌 - 大谷育江（エリカ）
「Today Tomorrow〜空の音楽〜」
作詞 - 亜伊林 / 作曲・編曲 - 保刈久明 / 歌 - 大輝ゆう（小林大地）
「5年たったら…」
作詞 - 白峰美津子 / 作曲・編曲 - 米光亮 / 歌 - 大谷育江（野々原姫子）
「恋も元気になぁれ」
作詞 - 横山武 / 作曲・編曲 - 米光亮 / 歌 - 水原リン、大谷育江（日比野ひかる、野々原姫子）

### 各話リスト
| 話数 | サブタイトル             | 脚本     | 絵コンテ       | 演出           | 作画監督            | 放送日         |
| ---- | ------------------------ | -------- | -------------- | -------------- | ------------------- | -------------- |
| 1    | 魔法使いになっちゃった   | 山田隆司 | 辻初樹         | 辻初樹         | 渡辺はじめ          | 1992年 10月2日 |
| 2    | ショック!先輩の告白      | 山田隆司 | 桜井弘明       | 桜井弘明       | 音地正行            | 10月9日        |
| 3    | あこがれの先輩に変身     | 戸田博史 | 辻初樹         | 酒井伸次       | 小西洋子            | 10月16日       |
| 4    | 姫ちゃん校長になる!      | 山田隆司 | 日色如夏       | 日色如夏       | 増永計介            | 10月23日       |
| 5    | ぶっとび少女ひかる登場   | 雪室俊一 | 酒井伸次       | 酒井伸次       | 山内昇寿郎          | 10月30日       |
| 6    | バッタリ!大地と大地      | 戸田博史 | 高本宣弘       | 高本宣弘       | 渡辺はじめ          | 11月6日        |
| 7    | 秘密がバレちゃう?!       | 戸田博史 | 桜井弘明       | 桜井弘明       | 音地正行            | 11月13日       |
| 8    | 誘拐犯になぁーれ!        | 山田隆司 | 辻初樹         | 辻初樹         | 山内昇寿郎          | 11月20日       |
| 9    | ピンチ!記憶が消される    | 山田隆司 | 日色如夏       | まついひとゆき | 増永計介            | 11月27日       |
| 10   | 肉まんよりも君が好き!    | 雪室俊一 | 高本宣弘       | 高本宣弘       | 小西洋子            | 12月4日        |
| 11   | リボンがあぶない!        | 戸田博史 | 酒井伸次       | 酒井伸次       | 渡辺はじめ          | 12月11日       |
| 12   | 好きだっていったのに     | 戸田博史 | 桜井弘明       | 桜井弘明       | 音地正行            | 12月18日       |
| 13   | SMAPがやって来た         | 山田隆司 | なみきまさと   | なみきまさと   | 山内昇寿郎          | 12月25日       |
| 14   | ぶっとびひかるの名推理   | 山田隆司 | 高本宣弘       | 高本宣弘       | 朴致萬              | 1993年 1月8日  |
| 15   | ポコ太 雪山からSOS       | 金春智子 | 辻初樹         | 辻初樹         | 小西洋子            | 1月15日        |
| 16   | ひかるは何でもお見通し   | 雪室俊一 | 佐藤雄三       | まついひとゆき | 夏目久仁彦          | 1月22日        |
| 17   | エッ!変身がもどらない    | 山田隆司 | 酒井伸次       | 酒井伸次       | 渡辺はじめ          | 1月29日        |
| 18   | 君には笑顔がにあってる   | 山田隆司 | 高本宣弘       | 高本宣弘       | 山内昇寿郎          | 2月5日         |
| 19   | チョコレートがいっぱい   | 戸田博史 | 桜井弘明       | 桜井弘明       | 音地正行            | 2月12日        |
| 20   | アイドルはたいへんだぁ   | 金春智子 | 佐藤雄三       | 山口頼房       | 宋信永              | 2月19日        |
| 21   | 夢に向って走れ!          | 山田隆司 | ゆうきしょう   | ゆうきしょう   | 松岡秀明            | 2月26日        |
| 22   | GOGOおばあちゃん         | 戸田博史 | 山口頼房       | 山口頼房       | 小西洋子            | 3月5日         |
| 23   | 初恋にさようなら         | 山田隆司 | 酒井伸次       | 酒井伸次       | 渡辺はじめ          | 3月12日        |
| 24   | 魔法の国へようこそ       | 戸田博史 | 高本宣弘       | 高本宣弘       | 山内昇寿郎          | 3月19日        |
| 25   | それゆけボクの無敵パパ   | 山田隆司 | 桜井弘明       | 桜井弘明       | 音地正行            | 3月26日        |
| 26   | 気になる彼女は転校生     | 戸田博史 | ゆうきしょう   | ゆうきしょう   | 渡辺はじめ          | 4月2日         |
| 27   | 大地の初恋物語!?         | 柳川茂   | 山崎たかし     | 山崎たかし     | 山内昇寿郎          | 4月9日         |
| 28   | 仁義なき姫ちゃん!        | 戸田博史 | 酒井伸次       | 酒井伸次       | 小西洋子            | 4月16日        |
| 29   | 心をつなぐ遠い約束       | 金春智子 | 高本宣弘       | 高本宣弘       | 渡辺はじめ          | 4月23日        |
| 30   | ポコ太!愛のために走れ    | 山田隆司 | 山崎たかし     | 山崎たかし     | 山内昇寿郎          | 4月30日        |
| 31   | 母の日にクッキーを       | 戸田博史 | 桜井弘明       | 桜井弘明       | 音地正行            | 5月7日         |
| 32   | ひかる!大地と衝撃キス    | 山田隆司 | 辻初樹         | まついひとゆき | 渡辺はじめ          | 5月14日        |
| 33   | お気楽カミルに大迷惑     | 柳川茂   | ゆうきしょう   | ゆうきしょう   | 山内昇寿郎          | 5月21日        |
| 34   | 負けるな!半熟先生        | 平見瞠   | 山口頼房       | 山口頼房       | 宋信永              | 5月28日        |
| 35   | 迷犬ポチにご用心!        | 柳川茂   | 赤根和樹       | 赤根和樹       | 渡辺はじめ          | 6月4日         |
| 36   | 支倉先輩!青春の旅立ち    | 金春智子 | ときたひろこ   | 山口頼房       | 山内昇寿郎          | 6月11日        |
| 37   | 隠れ家がなくなる日…      | 桜井正明 | まついひとゆき | まついひとゆき | 菅原浩喜            | 6月18日        |
| 38   | いたずら妖精 大騒動!     | 戸田博史 | 桜井弘明       | 桜井弘明       | 音地正行            | 6月25日        |
| 39   | ホットケーキは甘い罠     | 戸田博史 | 山崎たかし     | 山崎たかし     | 渡辺はじめ          | 7月2日         |
| 40   | ハチャメチャ友情大作戦   | 平見瞠   | ゆうきしょう   | ゆうきしょう   | 山内昇寿郎          | 7月9日         |
| 41   | 小さな恋人たち           | 柳川茂   | 赤根和樹       | 赤根和樹       | 小西洋子            | 7月16日        |
| 42   | キャンプでUFO!           | 桜井正明 | 佐藤雄三       | 松川智充       | 渡辺はじめ          | 7月23日        |
| 43   | プールでドッキリ!        | 桜井正明 | 荻原享         | 岡崎幸男       | 菅原浩喜            | 7月30日        |
| 44   | ひかるの懲りない夏休み   | 山田隆司 | 山崎たかし     | 山崎たかし     | 山内昇寿郎          | 8月6日         |
| 45   | 初恋メモワール           | 高橋良輔 | 辻初樹         | 辻初樹         | 渡辺はじめ          | 8月13日        |
| 46   | 支倉先輩…さようなら      | 高橋良輔 | 辻初樹         | 辻初樹         | 山内昇寿郎          | 8月20日        |
| 47   | 大地のいない夏休み       | 柳川茂   | まついひとゆき | まついひとゆき | 小西洋子            | 8月27日        |
| 48   | 狙われたおかあさん       | 山田隆司 | 桜井弘明       | 桜井弘明       | 音地正行            | 9月3日         |
| 49   | ハートタクトで大あばれ   | 山田隆司 | ゆうきしょう   | ゆうきしょう   | 一石小百合          | 9月10日        |
| 50   | スモール姫ちゃん大失敗   | 桜井正明 | 山口頼房       | 山口頼房       | 小西洋子            | 9月17日        |
| 51   | リボンの約束             | 高橋良輔 | 辻初樹         | 辻初樹         | 渡辺はじめ          | 9月24日        |
| 52   | ポコ太とお別れ?          | 高橋良輔 | 辻初樹         | 辻初樹         | 山内昇寿郎          | 10月1日        |
| 53   | ラブストーリーはつらいョ | 戸田博史 | 荻原享         | 岡崎幸男       | 菅原浩喜            | 10月8日        |
| 54   | 愛美の剣道一直線         | 柳川茂   | 佐藤雄三       | まついひとゆき | 小西洋子            | 10月15日       |
| 55   | 姫子のドタバタ恋愛講座   | 平見瞠   | ゆうきしょう   | ゆうきしょう   | 山内昇寿郎          | 10月22日       |
| 56   | 思い出プレイバック       | 高橋良輔 | 辻初樹         | 辻初樹         | 渡辺はじめ          | 10月29日       |
| 57   | ちょっとだけ恋の予感     | 高橋良輔 | 辻初樹         | 辻初樹         | 山内昇寿郎          | 11月5日        |
| 58   | 私を未来に連れてって     | 桜井正明 | 桜井弘明       | 桜井弘明       | 音地正行            | 11月12日       |
| 59   | さよならがいっぱい       | 戸田博史 | 山口頼房       | 山口頼房       | 小西洋子            | 11月19日       |
| 60   | 大地が大好き             | 戸田博史 | まついひとゆき | まついひとゆき | 渡辺はじめ          | 11月26日       |
| 61   | 魔法の国は大騒動         | 山田隆司 | 桜井弘明       | 桜井弘明       | 山内昇寿郎 音地正行 | 12月3日        |

- これらの内、第45話、46話、51話、52話、56話、57話は総集編である。
- 第60話では大地の転校（後に帰ってくる）、エリカの王位継承試験の合格、魔法アイテムの返還、ポコ太のその後、姫子の大地への気持ち、姫子からの視聴者への投げかけなどがあり実質的な最終回といえる内容になっている。
- 最高視聴率 - 14.6%、平均視聴率 - 11.4%（関東地区、ビデオリサーチ調べ）

### 放送局
テレビ東京系列、及び秋田放送・テレビ山梨・テレビ和歌山・山陰放送・山口放送・大分放送・鹿児島テレビのデータは1993年12月時点、三重テレビのデータは1995年8月時点、それ以外の放送局のデータは、特記なき限り1993年3月時点でのものである。
| 放送局             | 放送期間                                            | 放送曜日 時間                                |
| ------------------ | --------------------------------------------------- | -------------------------------------------- |
| テレビ東京         | 1992年10月2日 - 1993年12月3日                       | 金曜日 18:00 - 18:30                         |
| テレビ北海道       | 1992年10月2日 - 1993年12月3日                       | 金曜日 18:00 - 18:30                         |
| テレビ愛知         | 1992年10月2日 - 1993年12月3日                       | 金曜日 18:00 - 18:30                         |
| テレビ大阪         | 1992年10月2日 - 1993年12月3日                       | 金曜日 18:00 - 18:30                         |
| テレビせとうち     | 1992年10月2日 - 1993年12月3日                       | 金曜日 18:00 - 18:30                         |
| TXN九州            | 1992年10月2日 - 1993年12月3日                       | 金曜日 18:00 - 18:30                         |
| 秋田放送           | 1993年10月24日 - 1995年1月8日                       | 日曜日 5:45 - 6:15                           |
| IBC岩手放送        | （不明）                                            | 土曜日 6:00 - 6:30                           |
| 仙台放送           | （不明）                                            | 金曜日 16:00 - 16:30                         |
| 山形放送           | （不明）                                            | 火曜日 17:00 - 17:30                         |
| 福島テレビ         | 1993年2月16日 -                                     | 火曜日 16:30 - 17:00                         |
| 新潟放送           | ? - 1994年1月7日                                    | 金曜日 16:27 - 16:55                         |
| チューリップテレビ | 1992年10月18日 - 1994年1月16日                      | 日曜日 10:30 - 11:00                         |
| 石川テレビ         | 1992年10月15日- 1994年1月13日                       | 木曜日 16:00 - 16:30                         |
| テレビ山梨         | （不明）                                            | 月曜日 15:55 - 16:25                         |
| 静岡第一テレビ     | （不明）                                            | 水曜日 17:00 - 17:30                         |
| 三重テレビ         | （不明）                                            | 金曜日 16:45 - 17:15                         |
| KBS京都            | （不明）                                            | 火曜日 17:00 - 17:30                         |
| 奈良テレビ放送     | （不明）                                            | 木曜日 18:30 - 19:00                         |
| テレビ和歌山       | （不明）                                            | 水曜日 18:30 - 19:00                         |
| 山陰放送           | （不明）                                            | 水曜日 17:00 - 17:30                         |
| 中国放送           | （不明）                                            | 月曜日 17:30 - 18:00                         |
| 山口放送           | （不明）                                            | 水曜日 17:00 - 17:30                         |
| 南海放送           | （不明）                                            | 金曜日 16:55 - 17:25                         |
| 熊本朝日放送       | 1997年2月19日 - 1997年4月3日 1997年4月4日 - 5月29日 | 月曜 - 木曜 17:30 - 18:00 平日 17:30 - 18:00 |
| 大分放送           | （不明）                                            | 火曜日 17:00 - 17:30                         |
| 鹿児島テレビ       | （不明）                                            | 水曜日 16:30 - 17:00                         |
| 沖縄テレビ放送     | 1992年10月7日 - 1993年12月                          | 水曜日 17:30 - 18:00                         |

### 小説
集英社のコバルト文庫より発売された。著者はテレビアニメのシリーズ構成である山田隆司。全7巻。

### ミュージカル
1993年12月3日から12月26日まで東京都中央区の博品館劇場で公演された。主演は野々原姫子役の入絵加奈子と小林大地役の草彅剛（SMAP）。草彅はアニメでは支倉先輩を演じている。またTOKIOの長瀬智也・佐野瑞樹（ダブルキャスト）が支倉先輩を演じた。アニメ版と異なりビデオ化はされていない。
テレビアニメの放映終了後、アニメと同じ時間帯で1993年12月10日から12月24日までの3週に渡ってミュージカルのダイジェスト版が放映された。12月24日に放送された第3話「ずっと友達だね」のエンディングの後に、アニメ版の姫子とポコ太の挨拶がある。

#### キャスト
- 野々原姫子・エリカ - 入絵加奈子
- 小林大地 - 草彅剛（SMAP）
- 支倉浩一 - 長瀬智也・佐野瑞樹（ダブルキャスト）
- 日比野ひかる - GWINKO
- 野々原愛子 - 結城めぐみ
- 上倉一子 - 山田千春
- 森愛美 - 桜井智
- ポコ太（声） - 宮島里奈
- 国王（声） - 柴田秀勝
- 森山 - 荒川亮
- アンサンブル：森山聡、斎木としや、内田和也、阪上麻人、福永敬洋、金宮良枝、粟園真弓、玉置千砂子、野口真佐代、白石陽子

#### スタッフ (ミュージカル)
- 構成・演出・振付 - 謝珠栄
- 音楽 - 佐橋俊彦
- 歌詞 - 織田ゆり子
- 上演台本 - 佐藤万里
- 台本協力 - 山田隆司
- 舞台監督 - 深見信夫
- 音楽制作協力 - ミュージックランド
- プロデューサー - 朝賀定夫（テレビ東京）、樋口正太（博品館劇場）、片岡義朗（ASATSU）
- 主催 - テレビ東京、博品館劇場
- 後援 - 集英社「りぼん」編集部
- 制作 - ASATSU
- 協力 - タカラ、YAMAHA

#### ダイジェスト版の各話リスト
- 第1話 - 「違う私になれたら」
- 第2話 - 「HIMITSUの罠」
- 第3話 - 「ずっと友達だね」

## 日本国外への展開
『姫ちゃんのリボン』は原作・アニメ共に、日本国外でその翻訳版が出版、または放送されている。

### 海外版コミック
翻訳コミック出版国 - 台湾、タイ、中国、韓国、イタリア
各国でのタイトル、出版社等は次のとおり。
| 国名     | 翻訳版コミックのタイトル                                            | 出版社                   | 言語         | 出版年 | 備考               |
| -------- | ------------------------------------------------------------------- | ------------------------ | ------------ | ------ | ------------------ |
| 台湾     | 緞帶魔法姫                                                          | 大然文化事業股份有限公司 | 繁体字中国語 |        |                    |
| 台湾     | 窈窕魔法姫                                                          | 力群出版社               | 繁体字中国語 |        |                    |
| タイ     | HIMECHAN'S RIBBON                                                   | Tuttle-Mori Agency,Inc.  | タイ語       |        |                    |
| 中国     | 緞帯魔法少女                                                        | 新疆少児出版社           | 簡体字中国語 |        |                    |
| 韓国     | 마법의 리본（魔法のリボン）                                         | 학산문화사（鶴山文化社） | 朝鮮語       | 1999年 |                    |
| イタリア | HIME-CHAN NO RIBBON (Un fiocco per sognare, un fiocco per cambiare) | Panini Comics            | イタリア語   | 2012年 | 文庫版からの翻訳。 |

### 海外版テレビアニメ
アニメ放送実績国 - 台湾、イタリア、スペイン、トルコ、香港、タイ

#### イタリア版
イタリアでは、作品名のほかオープニング、エンディング曲などは独自のものに差し替えられている。1996年7月からCanale 5（カナーレ5、メディアセット傘下）で放送された。
タイトル
UN FIOCCO PER SOGNARE, UN FIOCCO PER CAMBIARE（A ribbon for dream, a ribbon for change / 夢のリボン、変身のリボン）
オープニング・エンディング曲
Un fiocco per sognare, un fiocco per cambiare
作詞 - Valeri Manera / 作曲 - Franco Fasano / 歌 - Cristina D'Avena（クリスティーナ・ダヴェーナ）
| 日本版の登場人物の名前   | イタリア版アニメの登場人物の名前 |
| ------------------------ | -------------------------------- |
| 野々原姫子（姫ちゃん）   | Himi（イミ）                     |
| エリカ                   | Erika（エリカ）                  |
| ポコ太                   | Pokotà（ポコタ）                 |
| 小林大地                 | Dai-Dai（ダイダイ）              |
| 野々原愛子               | Annie（アニー）                  |
| 野々原夢子               | Jucci、またはYucci（ユッチ）     |
| 野々原花子               | Alina（アリーナ）                |
| 森愛美                   | Monica（モニカ）                 |
| 上倉いち子（いっちゃん） | Isabel（イザベル）               |
| 日比野ひかる             | Ilaria（イラリア）               |
| 支倉浩一                 | Hermes（エルメス）               |
| 有坂静 / セイ・アレイ    | Simone / Sei（シモーネ / セイ）  |
| チャッピー               | Scopina（スコピーナ）            |

なお、第56話「思い出プレイバック」、第57話「ちょっとだけ恋の予感」は、総集編の色が強いためか放送されていない（ミュージカルも同様）。すなわち、日本版ではアニメ61話、ミュージカル3話で全64話であったのに対し、イタリア版では全59話であった。また、姫子とエリカは日本版では同じ声優（大谷育江）が演じているが、イタリア版では異なる声優（Himi：Elisabetta Spinelli、Erika：Federica Valenti）が演じているという違いもある。

#### 香港版
香港では、1996年に無線電視翡翠台（翡翠テレビ）で放送された（本放送1996年8月30日から11月24日まで）。
タイトル
百變小姫子
似たタイトルの作品に『百變小樱（カードキャプターさくら）』がある。

#### 韓国
韓国では、上述のコミック出版のみでアニメは放送されなかったが、次番組の『赤ずきんチャチャ』以降は放送されている。

## 姫ちゃんのリボン カラフル
『姫ちゃんのリボン カラフル』（ひめちゃんのリボン カラフル）は、込由野しほによる本作のリメイク漫画。『りぼん』（集英社）2009年10月号から2010年12月号まで連載された。また、2010年12月発売の『冬の大増刊号 りぼんスペシャル』に番外編が掲載がされた。全4巻。
登場人物の入れ替えにより、変身できるところなどの基本な所以外大きく様変わりしている。また、単行本1巻に原作者の水沢めぐみのコメントが書かれてある。

### 登場キャラクター
野々原姫子
本作の主人公。愛称は「姫ちゃん」。風立第一中学に通う1年生。13歳。部活は柔道部所属。
魔法の国の王女、エリカから誰にでも変身できるリボンを授かる。普段、リボンは前頭部にしている。
明るく元気なお転婆な少女で運動も得意であり、他の運動部からも助っ人として引っ張りだこ。その活発な一面から男呼ばわりされてしまうことも。本人もやんちゃな自身の性格を悩んでるようで、かわいい子に憧れている。自分をからかってくる大地とはいがみあっているが、モデルの姫花に変身している際に彼と会ったときに、「あいつはかわいいと思うよ」という大地の意味深な言葉をきっかけに、次第に大地のことを意識するようになり、彼に好意を抱くようになる。
エリカ
魔法の国の王女。姫子と瓜二つの顔。修行のため、自分と同じ顔の姫子に魔法のリボンを与え、1年間観察日記をつけるようなる。普段は猫の姿で姫子のそばにいる。しかし、姫子が大地の姿から元に戻れなくなった時には、父親である国王から、リボンの秘密が他人に知られれば、修行も中止し、姫子の記憶からリボンに関する記憶も消してしまうと告げられ、大地に秘密が知られた際には、修行中止になりかけたが、特例が認められ修行を続行することができた。
好奇心があるようで、修行開始前は勝手に城を抜け出し、街中で人助けをしたこともあった。
小林大地
風立第一中学に通う1年生。姫子のクラスメイト。成績優秀であり、部活は特に入っていない。
1年の男子の中ではイケメンで、女子から人気がある。姫子のことをよく、「少年」と呼ぶなど彼女をからかったり、授業もサボったりする。　　　　　　　　　　　　　　　　
しかし、妹が誘拐されたのをきっかけに、姫子とは魔法のリボンの秘密を共有するようになる。姫子のピンチを助けてあげたりもすることから、優しい一面もある。
姫子と接するにつれ、次第に好意を抱くようになる。
日比野ひかる
風立第一中学に通う1年生。姫子や大地とは別のクラス。社長令嬢で校内一のセレブ。大地に好意を持っており、積極的にアプローチする。だが人の話に聞く耳をあまり持たず、姫子と大地が付き合っていると誤解し、姫子をライバル視する。
森愛美
風立第一中学に通う1年生。姫子の親友。ミーハーな性格。高田テツに好意を抱いている。
上倉いちこ
風立第一中学に通う1年生。愛称は「いっちゃん」。姫子の親友。ソフト部所属。
高田テツ（たかだ テツ）
風立第一中学に通う1年生。大地の親友。
小林風美（こばやし ふうみ）
大地の妹。保育園に通っている。兄である大地を慕っている。しかし大地と一緒に河原で四葉のクローバーを探していたときに、過去に警察官である大地の父に逮捕され、逆恨みした男に誘拐されてしまうが、姫子や大地の活躍で救出される。
野々原武斗（ののはら たけと）
姫子の弟。小学5年生。
姫花（ひめか）
人気モデルで、姫子が最初に魔法のリボンで変身した人物。
レン
魔法の国の住人。エリカの執事。
チャッピー
魔法の国の住人。言葉を話せる小鳥。
峠の魔女（とうげのまじょ）
魔法の国の王位を狙う魔女。
イズ・アレイ
魔法の国の住人。峠の魔女の手下であり、エリカの修行を失敗させる為、魔法のリボンを狙う。人間界では「有坂依寿」（ありさか いず）と名乗り、姫子に近づくが、彼女の人柄に触れリボンを奪還するのをやめた。
セイ・アレイ　
魔法の国の住人。国家警吏隊で王家関係者。イズの兄。
聖結華
中学1年生。大地の幼なじみの少女。大地に好意を寄せており、彼に告白したが、（告白を聞いたのは、大地に変身した姫子）ふられてしまった。

## 関連商品

### 漫画
- 水沢めぐみ 『姫ちゃんのリボン』（単行本） 集英社〈りぼんマスコットコミックス〉、全10巻＋番外編1巻
  1. 1991年4月20日発行、ISBN 4-08-853561-8
  2. 1991年9月18日発行、ISBN 4-08-853580-4
  3. 1991年12月14日発行、ISBN 4-08-853590-1
  4. 1992年4月20日発行、ISBN 4-08-853606-1
  5. 1992年8月15日発行、ISBN 4-08-853623-1
  6. 1993年1月19日発行、ISBN 4-08-853645-2
  7. 1993年7月20日発行、ISBN 4-08-853674-6
  8. 1994年2月20日発行、ISBN 4-08-853714-9
  9. 1994年6月20日発行、ISBN 4-08-853737-8
  10. 1994年12月12日発行、ISBN 4-08-853770-X
  11. （番外編）2017年1月25日発行、ISBN 978-4-08-867446-9
- 水沢めぐみ 『姫ちゃんのリボン』（文庫本） 集英社〈集英社文庫（コミック版）〉、全6巻
  1. 2003年1月22日発行（2003年1月17日発売[21]）、ISBN 4-08-618004-9
  2. 2003年1月22日発行（2003年1月17日発売[22]）、ISBN 4-08-618005-7
  3. 2003年3月23日発行（2003年3月18日発売[23]）、ISBN 4-08-618006-5
  4. 2003年3月23日発行（2003年3月18日発売[24]）、ISBN 4-08-618007-3
  5. 2003年5月21日発行（2003年5月16日発売[25]）、ISBN 4-08-618008-1
  6. 2003年5月21日発行（2003年5月16日発売[26]）、ISBN 4-08-618009-X

文庫本の1巻巻末には姫子の声を演じた大谷育江の解説が掲載されている。 
- 込由野しほ（著者）・水沢めぐみ（原作）『姫ちゃんのリボン カラフル』 集英社〈りぼんマスコットコミックス〉、全4巻
  1. 2010年2月20日発行（2010年2月15日発売[27]）、ISBN 978-4-08-867037-9
  2. 2010年6月20日発行（2010年6月15日発売[28]）、ISBN 978-4-08-867059-1
  3. 2010年10月20日発行（2010年10月15日発売[29]）、ISBN 978-4-08-867079-9
  4. 2011年5月18日発行（2011年5月13日発売[30]）、ISBN 978-4-08-867121-5

### 小説
山田隆司（著者） / 水沢めぐみ（原作）、集英社〈コバルト文庫〉、全7巻
- 『ロマンチック・ストーリー 姫ちゃんのリボン (1)』、1993年2月3日発売[31]、ISBN 4-08-611727-4
- 『ロマンチック・ストーリー 姫ちゃんのリボン (2)』、1993年5月1日発売[32]、ISBN 4-08-611750-9
- 『ロマンチック・ストーリー 姫ちゃんのリボン (3)』、1993年9月3日発売[33]、ISBN 4-08-611780-0
- 『ロマンチック・ストーリー 姫ちゃんのリボン (4)』、1993年12月3日発売[34]、ISBN 4-08-611804-1
- 『ロマンチック・ストーリー 姫ちゃんのリボン (5)』、1994年4月1日発売[35]、ISBN 4-08-611841-6
- 『ロマンチック・ストーリー 姫ちゃんのリボン (6)』、1994年7月1日発売[36]、ISBN 4-08-611873-4
- 『ロマンチック・ストーリー 姫ちゃんのリボン (7)』、1994年10月1日発売、ISBN 4-08-614004-7

### CD
- 笑顔のゲンキ（1992年11月11日、VIDL-10287）
- 姫ちゃんのリボン 音楽篇（1993年1月21日、VICL-371）
- はじめての夏（1993年6月6日、VIDL-10351）
- 姫ちゃんのリボン 音楽篇 2（1993年7月21日、VICL-408）
- 君は君だよ（1993年9月9日、VIDL-10380）
- 姫ちゃんのリボン CDシネマ マジカル・リボン・ツアー（1993年10月21日、VICL-468）
- 姫ちゃんのリボン CDシネマ 2 5年たったら…（1994年11月30日、VICL-599）

発売元はビクターエンタテインメント（「はじめての夏」までは旧名のビクター音楽産業）。

### VHS
- 姫ちゃんのリボン スペシャルセレクション 1（1993年11月26日、VIVF-10111）
- 姫ちゃんのリボン スペシャルセレクション 2（1993年12月17日、VIVF-10112）
- 姫ちゃんのリボン スペシャルセレクション 3（1994年1月28日、VIVF-10113）

発売元はビクターエンタテインメント。発売と同時にレンタルも開始された。
各巻4話収録。収録されたのは原作に忠実な第1話、2話、5話、6話、9話 - 12、15 - 18話だけであり、長らく他の話数は観ることができなかった。現在は、全巻廃盤となっている。

### LD
- 姫ちゃんのリボン LD-HALF BOX 1 RIBBON COLLECTION[1]（1994年12月16日、VILF-54〜61）
- 姫ちゃんのリボン LD-HALF BOX 2 HEART COLLECTION（1995年1月21日、VILF-62〜69）

発売元はビクターエンタテインメント。
BOX1は第1 - 32話、BOX2は第33 - 61話を収録。前述のように二人乗りのOPシーンは差し替えられており、これでは観ることができない。現在は、全巻廃盤となっている。

### DVD・Blu-ray
- 姫ちゃんのリボン DVD-BOX 1 （2005年6月29日、POBE-4221/4）
- 姫ちゃんのリボン DVD-BOX 2 （2005年9月28日、POBE-4225/8）
- 姫ちゃんのリボン DVD-BOX 3 （2005年12月21日、POBE-4229/31）
- 姫ちゃんのリボン 1 （2008年5月7日、POBD-60157）
- 姫ちゃんのリボン 2 （2008年5月7日、POBD-60158）
- 姫ちゃんのリボン 3 （2008年5月7日、POBD-60159）
- 姫ちゃんのリボン 4 （2008年6月4日、POBD-60160）
- 姫ちゃんのリボン 5 （2008年6月4日、POBD-60161）
- 姫ちゃんのリボン 6 （2008年6月4日、POBD-60162）
- 姫ちゃんのリボン 7 （2008年7月2日、POBD-60163）
- 姫ちゃんのリボン 8 （2008年7月2日、POBD-60164）
- 姫ちゃんのリボン 9 （2008年7月2日、POBD-60165）
- 姫ちゃんのリボン 10 （2008年8月6日、POBD-60166）
- 姫ちゃんのリボン 11 （2008年8月6日、POBD-60167）

発売元はスーパー・ビジョン。販売元はDVD-BOXはユニバーサルミュージック、単巻DVDはポリドール映像販売。単巻DVD発売と同時にレンタルも開始された。
各巻6話収録を基本とし4巻、8 - 11巻は5話収録。最終巻である11巻には特典映像としてノンテロップのOPとEDが収録されている。ただし第3期EDの映像は過去の映像の寄せ集めのため収録なし。
2021年現在、Blu-ray版はリリースされていない。